# 克里沃盧卡 (赫梅利尼茨基州)
50°5′12″N 26°44′26″E / 50.08667°N 26.74056°E
克里沃盧卡（羅馬化：Kryvoluka）是烏克蘭西部的村莊，隸屬赫梅利尼茨基州的舍佩蒂夫卡區。該村始建於1581年，面積0.55平方公里，海拔高度241米，2001年人口103，人口密度每平方公里186.6人。